# Scincella przewalskii
Scincella przewalskii là một loài thằn lằn trong họ Scincidae. Loài này được Bedriaga mô tả khoa học đầu tiên năm 1912.